# Tobias Lister
Tobias Lister (* 7. April 1987 in Sydney) ist ein ehemaliger australischer Steuermann im Rudern.

## Biografie
Lister begann an der Shore School in Sydney mit dem Rudern.
Lister studierte an der Universität Sydney und gehörte dort dem Sydney University Boat Club an. Nach erfolgreichen Jahren bei den Junioren. Wurde er nach dem Rücktritt von Marty Rabjohns im Jahr 2008 Steuermann des Achters der Männer von New South Wales. Von 2009 bis 2014 konnte er mit diesem acht Mal in Folge den King’s Cup gewinnen. Auch bei den australischen Rudermeisterschaften konnte er 2006 und 2007 im Leichtgewichts-Achter den Titel gewinnen. Sein internationales Debüt gab er bei den Junioren-Weltmeisterschaften 2004, wo er mit dem Vierer mit Steuermann den sechsten Platz belegte. 2007 war Lister einer von sieben Athleten des Sydney University Boat Club, die für den australischen Achter bei den U23-Weltmeisterschaften 2007 nominiert wurden. Die Besatzung gewann die Bronzemedaille. Erneut nahm Lister den Platz von Marty Rabjohns ein, dieses Mal als Steuermann des Achters bei den Senioren, bei den Weltmeisterschaften 2009 in Posen belegte die Besatzung Rang sieben. Ein Jahr später bei den Weltmeisterschaften am Lake Karapiro gewann Lister mit Bronze seine erste Medaille bei einer Senioren-WM. Mit einem vierten Platz bei den Weltmeisterschaften 2011 im slowenischen Bled konnte sich die Besatzung für die Olympischen Sommerspiele 2012 qualifizieren. Bei der Achter-Regatta erreichte die Besatzung den sechsten Platz.
Lister wurde später Ruderdirektor am Scotch College in Adelaide. 2016 übernahm Lister die Rolle des Rudertrainers an der Geelong Grammar School.